# Symplectoscyphus macrocarpus
Symplectoscyphus macrocarpus is een hydroïdpoliep uit de familie Sertulariidae. De poliep komt uit het geslacht Symplectoscyphus. Symplectoscyphus macrocarpus werd in 1918 voor het eerst wetenschappelijk beschreven door Billard. 